# Kenneth Duberstein

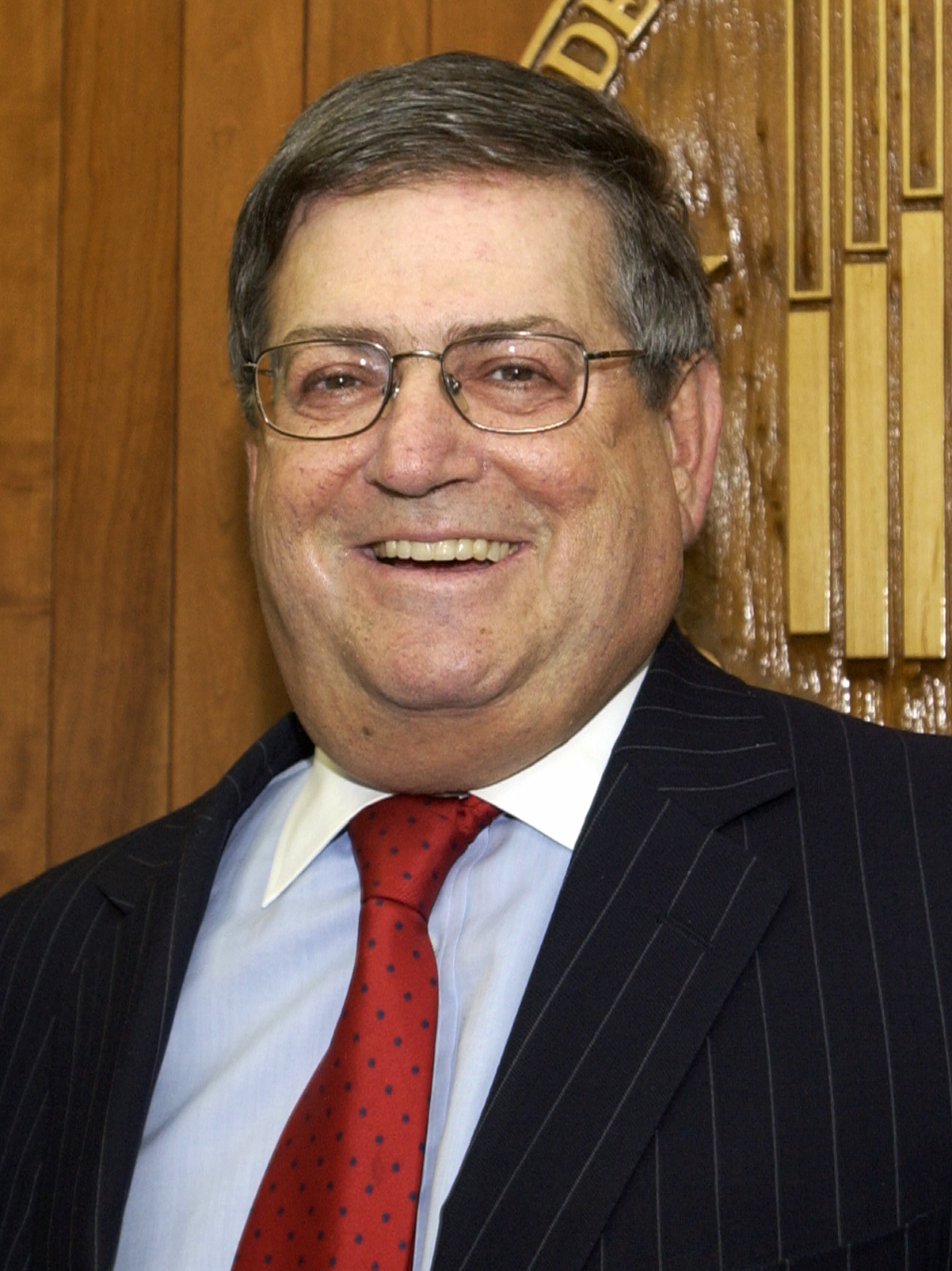
Kenneth Duberstein

Kenneth M. Duberstein (* 21. April 1944 in Brooklyn; † 2. März 2022 in Washington, D.C.) war ein US-amerikanischer politischer Berater (Republikaner) und Stabschef des Weißen Hauses.

## Karriere
Kenneth M. Duberstein war unter dem Präsidenten der Vereinigten Staaten Ronald Reagan von 1988 bis 1989 Stabschef des Weißen Hauses. Er trat die Nachfolge von Howard Baker an und war der erste Jude, der diese Position bekleidete. Zuvor war Duberstein 1987 stellvertretender Stabschef des Weißen Hauses. Außerdem war er von 1981 bis 1983 Assistent und stellvertretender Assistent des Präsidenten für Parlamentsangelegenheiten. 1989 wurde er mit der Presidential Citizens Medal geehrt, der zweithöchsten zivilen Auszeichnung der USA.